# Hermann Guenther
Hermann Guenther, ou Hermann Günther, foi diretor da Colônia Dona Francisca, atual cidade de Joinville.